# O Malandro e a Grã-fina
O Malandro e a Grã-fina é um filme brasileiro do gênero comédia musical de 1947, escrito e dirigido por Luiz de Barros, a partir do argumento de Henrique Pongetti. O filme teve como produtora Carmen Santos, pela companhia Brasil Vita Filmes. No elenco principal figuram Maria Della Costa, Cláudio Nonelli, Laura Suarez, Silva Filho e Íris Delmar. 

## Elenco
| Ator/Atriz        | Personagem               |
| ----------------- | ------------------------ |
| Laura Suarez      | Ana Maria                |
| Maria Della Costa | Marta                    |
| Cláudio Nonelli   | Cláudio Moreira("Sabiá") |
| Silva Filho       | Pitico                   |
| Íris Delmar       | Namorada de Cláudio      |
| Apolo Correia     | —                        |
| Zé Trindade       | —                        |
| João de Deus      | —                        |